# Columbia International College
 (octobre 2020).
Pour les articles homonymes, voir Columbia.
Columbia International College est une école privée pré-universitaire en internat et en externat dans le quartier Ainslie Wood de Hamilton en Ontario au Canada. 
L'école compte des étudiants de plus de 70 pays,.
Columbia est membre de l'Independent School Association of Ontario (ISAO). Elle est également inscrite auprès du ministère de l'Éducation (Ontario).

## Historique
Le Columbia International College a été fondé à Hamilton, en Ontario, en 1979. Au départ, il s'agissait d'une école pré-universitaire et d'anglais langue seconde  de six chambres situé sur la rue Mohawk Ouest. Elle était connue à l'époque sous le nom de Columbia Secondary School of Canada.
Le nombre croissant d'étudiant de l'école a imposé plusieurs déménagements. L'école est passée au 430, 25e rue en 1981 puis au 1029, rue Main Ouest en 1985. À cette époque, Columbia comptait 300 étudiants.
En 1991, la Columbia Secondary School a officiellement changé son nom pour l'actuel Columbia International College.
Les années 90 ont vu la croissance des installations, des programmes et de la population étudiante de Columbia. L'augmentation du nombre d'inscriptions à l'école a entraîné un déménagement au campus Ainsliewood en 2000. L'école est installée dans un bâtiment de 11 200 mètres carrés située au 1003, rue Main Ouest.

## Programme académique
L'année scolaire de Columbia est composée de six semestres: janvier, mars, juin, juillet, août et octobre. L'école propose également une admission toute l'année.
Columbia International College compte environ 1800 étudiants originaires de plus de 70 pays,.

### Services de test offerts
Columbia est un centre de test officiel pour :
- iBT Test of English as a Second Language (TOEFL) (centre agréé Educational Testing Service de l'Université de Princeton)
- International English Language Testing System (IELTS) [6]
- Le Michigan English Language Assessment Battery (MELAB) [7]
- Canadian Academic English Language Assessment (CAEL) [8]
- Secondary School Admissions Test (SSAT)

### Activités parascolaires
Le Bureau de développement des étudiants de Columbia aide les étudiants a planifier des activités et des événements en dehors des heures de classe sur le campus et en résidence. Il offre des clubs et des activités basés sur le leadership, les arts, le service communautaire et le sport.

### Centre de leadership de Bark Lake
Bark Lake est le centre privé de leadership et d'éducation en plein air de Columbia. Il s'agit d'une installation de 700 acres située dans le comté de Haliburton, en Ontario.
Tout au long de l'année, des sorties fréquentes sont effectuées à Bark Lake pour permettre aux étudiants de suivre des formations en leadership.

## Résidences
Le Columbia International College compte actuellement six résidences. Les quatre résidences pour les garçons se nomment, Oak Hall, Pine Hall, Arkledun et Northcliffe. Les deux résidences pour les filles sont Linden Hall et Pine Hall,,.

## Liste des directeurs
| Année       | Nom             |
| ----------- | --------------- |
| 2021 - 2022 | Diana Reid      |
| 2018 - 2021 | Bill Ironside   |
| 2016 - 2018 | Steve Saunders  |
| 2007 - 2016 | Ron Rambarran   |
| 1993 - 2007 | Anna Shkolnik   |
| 1984 - 1993 | Harold Mills    |
| 1981 - 1984 | Mable Young     |
| 1979 - 1981 | Christine Davis |